# Uba Budo
Uba Budo ist eine alte Plantage (roça) im Norden des Distrikts Cantagalo auf der Insel São Tomé im Inselstaat São Tomé und Príncipe. 2012 wurden 468 Einwohner gezählt.

## Geographie
Der Ort liegt südlich von Guegue Norte am Hügel Pedroma. Die alte Plantage hatte zusätzlich die Wohnplätze Uba Budo Velho (⊙) und im Osten, auf einem Landvorsprung an der Küste, nördlich der Cidade Alta den Hafen Uba Budo Praia (mit Bairro Boa Vista und Bairro dos Casados, ⊙). Dieser Ort diente zwar vor allem zur Verschiffung von Gütern, aber es wurden auch eigenständig Kakao, Palmöl und Kopra hergestellt. Heute ist Uba Budo Praia ein eigenständiger, privater Landwirtschaftsbetrieb.
Die Teilorte sind durch die Estrada Brasil verbunden.
Der Hauptort liegt auf einer Höhe von ca. 243 m und wird als stark heruntergekommen beschrieben. 2011 wurde eine fotografische Bestandsaufnahme gemacht.

## Klima
In dem Gebiet herrscht tropisches Klima (As), nach der Klassifikation des Köppen-Geiger Systems. Die Jahresdurchschnittstemperatur beträgt 23,2 °C.

## Geschichte

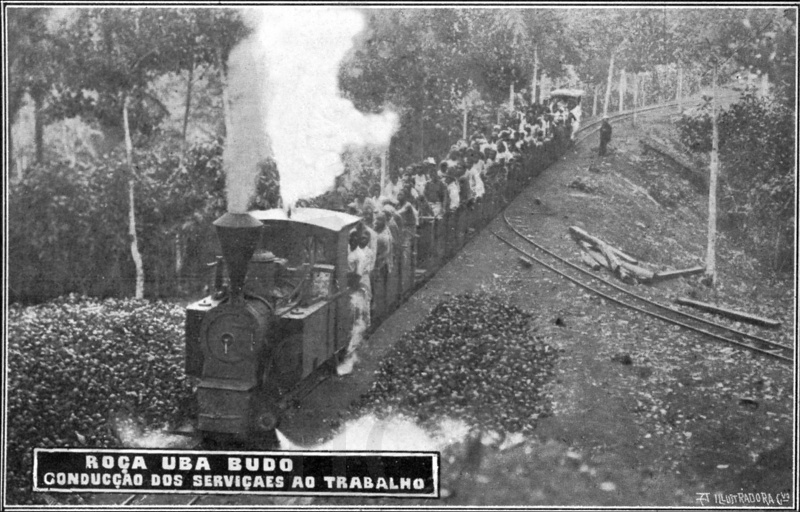
Arbeiter werden mit der Decauville-Bahn zur Arbeit gebracht

Uba Budo gehörte zur Companhia Agrícola Ultramarina und trug zuerst den Namen „Buenos Aires“, bevor sie den Namen der ersten Roça des Unternehmens annahm, des heutigen Uba Budo Velho. Der Name bezieht sich möglicherweise auf die Landform im Gegensatz zum Höhenzug des Budo Budo im Süden.
Die Feldbahn der Roça Uba Budo (auch Roça Santa Clotilde) führte zu der auf 230 m Höhe über dem Meeresspiegel gelegenen Roça Uba Budo. Sie wurde um 1910–1917 mit einer Spurweite von 600 mm verlegt und hatte 1924 bereits eine Länge von 27 km.